# François Charron
François Charron est un poète et essayiste québécois né à Longueuil, le 22 février 1952.

## Biographie
Après un maîtrise en études littéraires à l'Université du Québec à Montréal, il enseigne au Collège Montmorency, à Laval, entre 1973 et 1977, avant de se consacrer uniquement à la littérature.
Il signe, à partir de 1972, de nombreux recueils de poésie et publie divers textes dans diverses revues francophones. Il remporte le prix Émile-Nelligan 1979 pour Blessures, le Grand Prix du Festival international de la Poésie 1990 pour La beauté des visages ne pèse pas sur la terre et le prix Alain-Grandbois 2007 pour Ce qui nous abandonne.
Il est membre du comité de rédaction des revues Stratégie (1971-1974) et Chronique (1976-1977). Il est également élu administrateur de l'Union des écrivaines et des écrivains québécois en 1998.

## Œuvre
- 18 assauts (1972)
- Au "sujet" de la poésie (1972)
- La Traversée / le regard (1973)
- Projet d'écriture pour l'été '76 (1973)
- Persister et se maintenir dans les vertiges de la terre qui demeurent sans fin (1974)
- Littérature-obscénité (1974)
- Interventions politiques (1974)
- Pirouette par hasard poésie (1975)
- Enthousiasme (1976)
- Propagande (1977)
- Du commencement à la fin (1977)
- Feu (1978)
- Blessures (1978) ; réédition en 1985
- Le Temps échappé des yeux (1979)
- Peinture automatiste (1979)
- Mystère (1981)
- 1980 (1981)
- Toute parole m'éblouira (1982)
- La Passion d'autonomie : littérature et nationalisme (1982) ; réédition en 1997
- Je suis ce que je suis (1983)
- D'où viennent les tableaux? (1983)
- François (1984)
- La vie n'a pas de sens (1985)
- Le Fait de vivre ou d'avoir vécu (1986)
- La Chambre des miracles (1986)
- La Fragilité des choses (1987)
- Le Monde comme obstacle (1988)
- La beauté pourrit sans douleur (1989)
- La beauté des visages ne pèse pas sur la terre (1990) ; réédition en 2009
- L'Intraduisible Amour (1991) : réédition en 2006
- Pour les amants (1992) ; réédition en 1995
- La vie n'a pas de sens (1994)
- Clair génie du vent (1994)
- Le passé ne dure que cinq secondes (1996)
- Éloge de l'inconnu (1998)
- L'Obsession du mal (2001)
- Obéissance par le chaos (2002)
- La Part incertaine (2005)
- Ce qui nous abandonne (2006)
- Le Cri de la vierge (2007)
- Nous aurons tous vécus (2008)
- La Difficulté d'apparaître (2009)
- Le Cœur innombrable (2009)
- Cruauté de l'être (2010)
- Vocation de la perte (2012)
- L'herbe pousse et les dieux meurent vite (2018)

## Honneurs
- 1979 : Prix Émile-Nelligan, Blessures
- 1982 : Prix littéraire Canada-Communauté française de Belgique
- 1985 : Finaliste au Prix du Gouverneur général, La vie n'a pas de sens
- 1986 : Finaliste au Prix du Gouverneur général, La Chambre des miracles
- 1988 : Finaliste au Prix du Gouverneur général, Le Monde comme obstacle
- 1990 : Grand Prix du Festival international de la poésie
- 1991 : Finaliste au Prix du Gouverneur général, L'Intraduisible Amour
- 1992 : Prix littéraires du Journal de Montréal
- 2007 : Prix Alain-Grandbois pour Ce qui nous abandonne